# Lophothericles ohanus
Lophothericles ohanus är en insektsart som beskrevs av Marius Descamps 1977. Lophothericles ohanus ingår i släktet Lophothericles och familjen Thericleidae. Inga underarter finns listade i Catalogue of Life.